# Unryū-Klasse
Die Unryū-Klasse (japanisch 雲龍型航空母艦 Unryū-gata kōkūbokan) war eine Klasse von drei Flugzeugträgern der Kaiserlich Japanischen Marine, die im Zweiten Weltkrieg zum Einsatz kam.

## Geschichte

### Entwicklungsgeschichte
In Erwartung eines kommenden Krieges mit den Seemächten Großbritannien und den Vereinigten Staaten war die japanische Marine bestrebt die Anzahl der ihr zur Verfügung stehenden Flugzeugträger zu erhöhen. Da diese Schiffe aber in kürzest möglicher Zeit der Flotte zulaufen sollten, wurde der Bau nach den anspruchsvollen Entwürfen der Shōkaku-Klasse oder der Taihō verworfen. Stattdessen wurde ein angepasster Entwurf des mittleren Flugzeugträgers Hiryū verwendet.

### Bau
Im August 1941 wurde, im Rahmen des Schnellbauprogramms (Maru Kyū Keikaku), eine Einheit mit der Baunummer 302 geordert. Dieser folgten im September 1942, im Rahmen des Erweiterten 5. Kreis-Bauprogramms (Kai-Maru 5 Keikaku), weitere fünfzehn Bestellungen mit den Baunummern 5001 bis 5015. Von diesen wurden zwischen August 1942 und Juli 1943 sechs Einheiten auf Kiel gelegt. Die restlichen Aufträge wurden im August 1943 storniert bzw. bei zwei Aufträgen das Material zum Umbau des unfertigen Schlachtschiffes Shinano zum Flugzeugträger verwendet.
Von den sechs auf Kiel gelegten Schiffen wurden drei im zweiten Halbjahr 1944 in Dienst gestellt. Die anderen drei wurden auf Grund der Kriegslage nicht fertiggestellt.

## Einheiten
| Bau-Nr. | Name             | Bauwerft             | Kiellegung                                                   | Stapellauf                                                   | Indienststellung | Verbleib |
| ------- | ---------------- | -------------------- | ------------------------------------------------------------ | ------------------------------------------------------------ | --- | --- |
| 302     | Unryū (雲龍)     | Marinewerft Yokosuka | 1. August 1942                                               | 25. September 1943                                           | 6. August 1944 | am 19. Dezember 1944 durch amerikanisches U-Boot Redfish versenkt                                                                      |
| 5001    | Amagi (天城)     | Mitsubishi, Nagasaki | 1. Oktober 1942                                              | 15. Oktober 1943                                             | 10. August 1944 | am 27. Juli 1945 durch amerikanischen Luftangriff bei Kure versenkt                                                                    |
| 5002    | -                | Marinewerft Yokosuka | Bauauftrag storniert, Material zum Bau der Shinano verwendet | Bauauftrag storniert, Material zum Bau der Shinano verwendet | Bauauftrag storniert, Material zum Bau der Shinano verwendet                                                                           | Bauauftrag storniert, Material zum Bau der Shinano verwendet                                                                           |
| 5003    | Katsuragi (葛城) | Marinewerft Kure     | 8. Dezember 1942                                             | 19. Januar 1944                                              | 15. Oktober 1944 | 1946 aus dem Marineregister gestrichen, von Dezember 1946 bis November 1947 abgebrochen                                                |
| 5004    | Kasagi (笠置)    | Mitsubishi, Nagasaki | 14. April 1943                                               | 19. Oktober 1944                                             | Bei Baueinstellung zu 84 % fertiggestellt, zwischen September 1946 und Dezember 1947 abgebrochen                                       | Bei Baueinstellung zu 84 % fertiggestellt, zwischen September 1946 und Dezember 1947 abgebrochen                                       |
| 5005    | -                | Marinewerft Yokosuka | Bauauftrag storniert, Material zum Bau der Shinano verwendet | Bauauftrag storniert, Material zum Bau der Shinano verwendet | Bauauftrag storniert, Material zum Bau der Shinano verwendet                                                                           | Bauauftrag storniert, Material zum Bau der Shinano verwendet                                                                           |
| 5006    | Aso (阿蘇)       | Marinewerft Kure     | 8. Juni 1943                                                 | 1. November 1944                                             | Bei Baueinstellung zu 60 % fertiggestellt, versenkt nach Luftangriffen im Juli 1945, zwischen Dezember 1946 und April 1947 abgebrochen | Bei Baueinstellung zu 60 % fertiggestellt, versenkt nach Luftangriffen im Juli 1945, zwischen Dezember 1946 und April 1947 abgebrochen |
| 5007    | Ikoma (生駒)     | Kawasaki, Kōbe       | 5. Juli 1943                                                 | 17. November 1944                                            | Bei Baueinstellung zu 60 % fertiggestellt, zwischen Juli 1946 und März 1947 abgebrochen                                                | Bei Baueinstellung zu 60 % fertiggestellt, zwischen Juli 1946 und März 1947 abgebrochen                                                |
| 5008    | Kurama (鞍馬)    | Mitsubishi, Nagasaki | Bauaufträge storniert am 11. August 1943                     | Bauaufträge storniert am 11. August 1943                     | Bauaufträge storniert am 11. August 1943                                                                                               | Bauaufträge storniert am 11. August 1943                                                                                               |
| 5009    | -                | Marinewerft Yokosuka | Bauaufträge storniert am 11. August 1943                     | Bauaufträge storniert am 11. August 1943                     | Bauaufträge storniert am 11. August 1943                                                                                               | Bauaufträge storniert am 11. August 1943                                                                                               |
| 5010    | -                | Mitsubishi, Nagasaki | Bauaufträge storniert am 11. August 1943                     | Bauaufträge storniert am 11. August 1943                     | Bauaufträge storniert am 11. August 1943                                                                                               | Bauaufträge storniert am 11. August 1943                                                                                               |
| 5011    | -                | Marinewerft Yokosuka | Bauaufträge storniert am 11. August 1943                     | Bauaufträge storniert am 11. August 1943                     | Bauaufträge storniert am 11. August 1943                                                                                               | Bauaufträge storniert am 11. August 1943                                                                                               |
| 5012    | -                | Marinewerft Kure     | Bauaufträge storniert am 11. August 1943                     | Bauaufträge storniert am 11. August 1943                     | Bauaufträge storniert am 11. August 1943                                                                                               | Bauaufträge storniert am 11. August 1943                                                                                               |
| 5013    | -                | Marinewerft Yokosuka | Bauaufträge storniert am 11. August 1943                     | Bauaufträge storniert am 11. August 1943                     | Bauaufträge storniert am 11. August 1943                                                                                               | Bauaufträge storniert am 11. August 1943                                                                                               |
| 5014    | -                | Marinewerft Yokosuka | Bauaufträge storniert am 11. August 1943                     | Bauaufträge storniert am 11. August 1943                     | Bauaufträge storniert am 11. August 1943                                                                                               | Bauaufträge storniert am 11. August 1943                                                                                               |
| 5015    | -                | Marinewerft Yokosuka | Bauaufträge storniert am 11. August 1943                     | Bauaufträge storniert am 11. August 1943                     | Bauaufträge storniert am 11. August 1943                                                                                               | Bauaufträge storniert am 11. August 1943                                                                                               |

## Technische Beschreibung

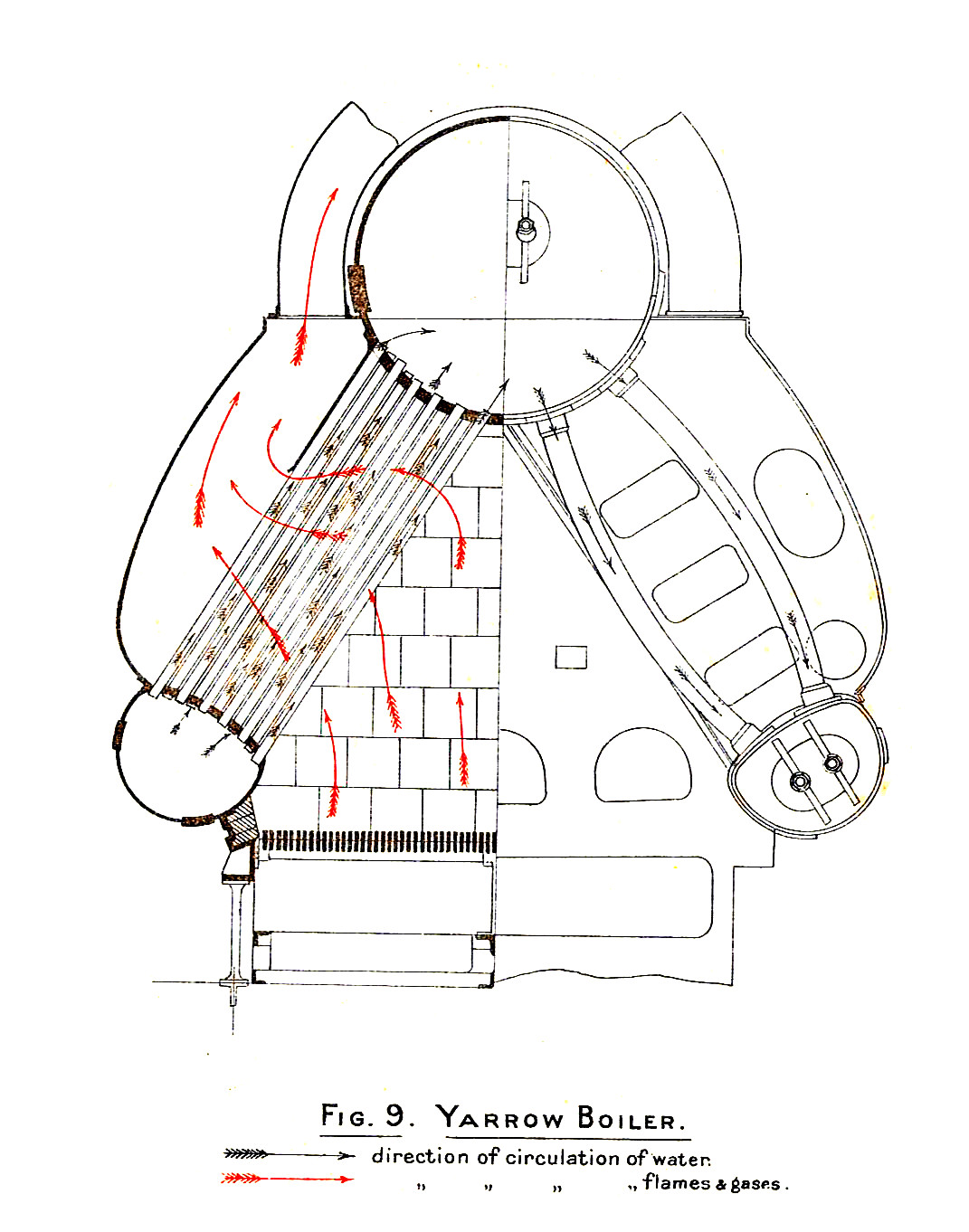
Schnitt durch einen Yarrow-Kessel, wovon der bei der Unryū-Klasse verwendete Kessel eine Variante darstellt.

### Rumpf
Der Rumpf eine Flugzeugträgers der Unryū-Klasse, unterteilt in wasserdichte Abteilungen, war über alles 227,35 Meter lang, an der Wasserlinie 22,00 Meter breit und hatte eine Standardverdrängung von 17.425 Tonnen. Bei voll ausgerüstetem Schiff bzw. Einsatzverdrängung von 22.128 Tonnen betrug der maximale Tiefgang 8,13 Meter.

#### Flugdeck
Das Flugdeck hatte die ungefähre Form eines Rechtecks mit den Abmessungen 216,9 Meter Länge und 26 Meter Breite, ab der Insel verjüngte sich dieses bis zum Bug auf 16 Meter. Zum Bewegen von Flugzeugen zwischen den Hangardecks und dem Flugdeck verfügte die Klasse über zwei Aufzüge.

#### Insel
Der Decksaufbau, die sogenannte „Insel“, befand sich auf der rechten Schiffsseite (Steuerbordseite) und verfügte, vom Flugdeck aus gezählt, über vier Decks. Im Vergleich zur Hiryū hatte sich die Anzahl der Decks um eines verringert, was durch eine Vergrößerung der Länge und Erhöhung der Anzahl an Plattformen ausgeglichen wurde, um Platz für den Einbau neuer Ausrüstung und Waffen zu schaffen. Bei den drei fertiggestellten Schiffen unterschied sich die Insel in Details.

### Antrieb
Der Antrieb erfolgte durch acht ölbefeuerte Dampferzeuger – Kampon Ro-Gō Modell B-Kessel untergebracht in acht Kesselräumen – und vier Kampon-Getriebeturbinensätzen, mit denen eine Gesamtleistung von 152.000 PS (111.796 kW) erreicht wurde. Diese Leistung wurde an vier Wellen mit je einer 3,9 Meter durchmessenden dreiflügligen Schraube abgegeben. Die Höchstgeschwindigkeit betrug 34 Knoten (63 km/h) und die maximale Fahrstrecke 8.000 Seemeilen (14.816 km) bei 18 Knoten, wofür 3.750 ts Schweröl gebunkert werden konnten.

### Bewaffnung

#### Schwere Flugabwehr

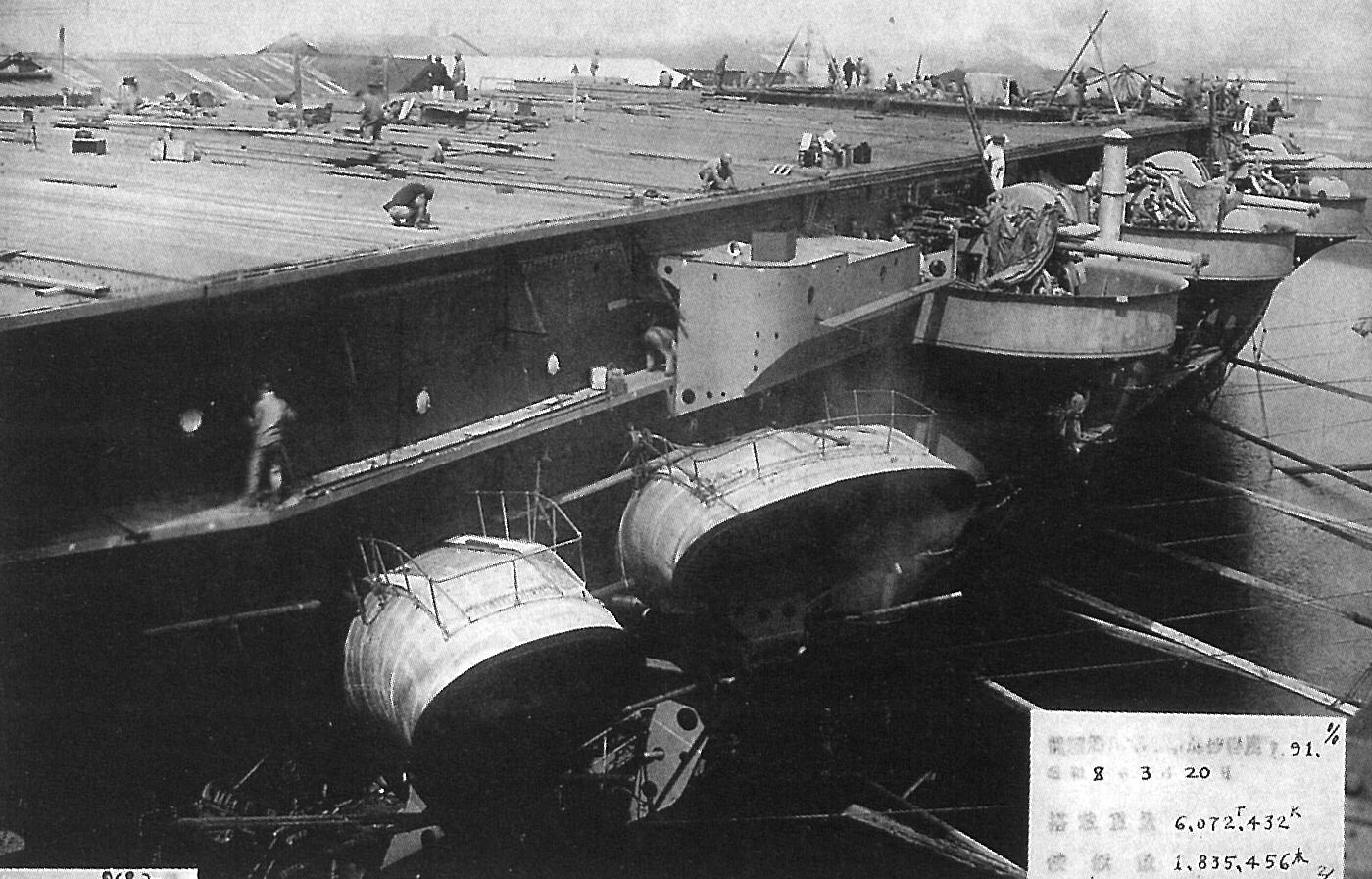
Beispielbild der Aufstellung auf Höhe des Flugdecks, hier Flugzeugträger Ryūjō

Die schwere Flugabwehrbewaffnung bestand aus zwölf 12,7-cm-Geschützen des Typ 89 in sechs Doppellafetten Modell B1. Diese Lafetten befanden sich – je drei beiderseits – auf Höhe des Flugdecks, vier vor der Insel auf dem Vorschiff und die zwei weiteren auf Höhe des achteren Fahrstuhls im Achterschiff. Die Geschütze erreichten eine Kadenz von rund 8 Schuss pro Minute und die maximale Reichweite betrug etwa 9,4 Kilometer bei 75° Rohrerhöhung. Die 24,5 Tonnen schwere Doppellafette war um 360° drehbar und hatte einen Höhenrichtbereich von −7° bis +75°.

#### Leichte Flugabwehr
Die leichte Flugabwehrbewaffnung bestand aus achtundachtzig 2,5-cm-Maschinenkanonen Typ 96 – 21 Drillings- und 25 Einzellafetten – und sechs 12-cm-Raketenwerfern.
Die 2,5-cm-Maschinenkanonen verschossen im Einsatz rund 110 bis 120 Schuss pro Minute, die effektive Reichweite lag bei etwa 3 Kilometern bei 85° Rohrerhöhung. Die 1,8 Tonnen schweren Drillingslafetten bzw. 785 Kilogramm schweren Einzellafetten waren um 360° drehbar und hatte einen Höhenrichtbereich von −10° bis +85°. Die Raketenwerfer verschossen 12-cm-Raketen und hatten eine maximale Reichweite von 4,8 Kilometern. Es wurden für jeden Werfer je fünf Sätze (140 Raketen) an Munition mitgeführt. Die 1,6 Tonnen schwere Werferlafette war um 360° drehbar und hatte einen Höhenrichtbereich von +5° bis +80°.

#### U-Jagdausrüstung
Zur U-Jagd waren sechs Wasserbombeneinzellager auf dem Achterdeck vorhanden, mit der Möglichkeit des Einsatzes von 6 bis 10 Wasserbomben.

### Sensoren

#### Radar

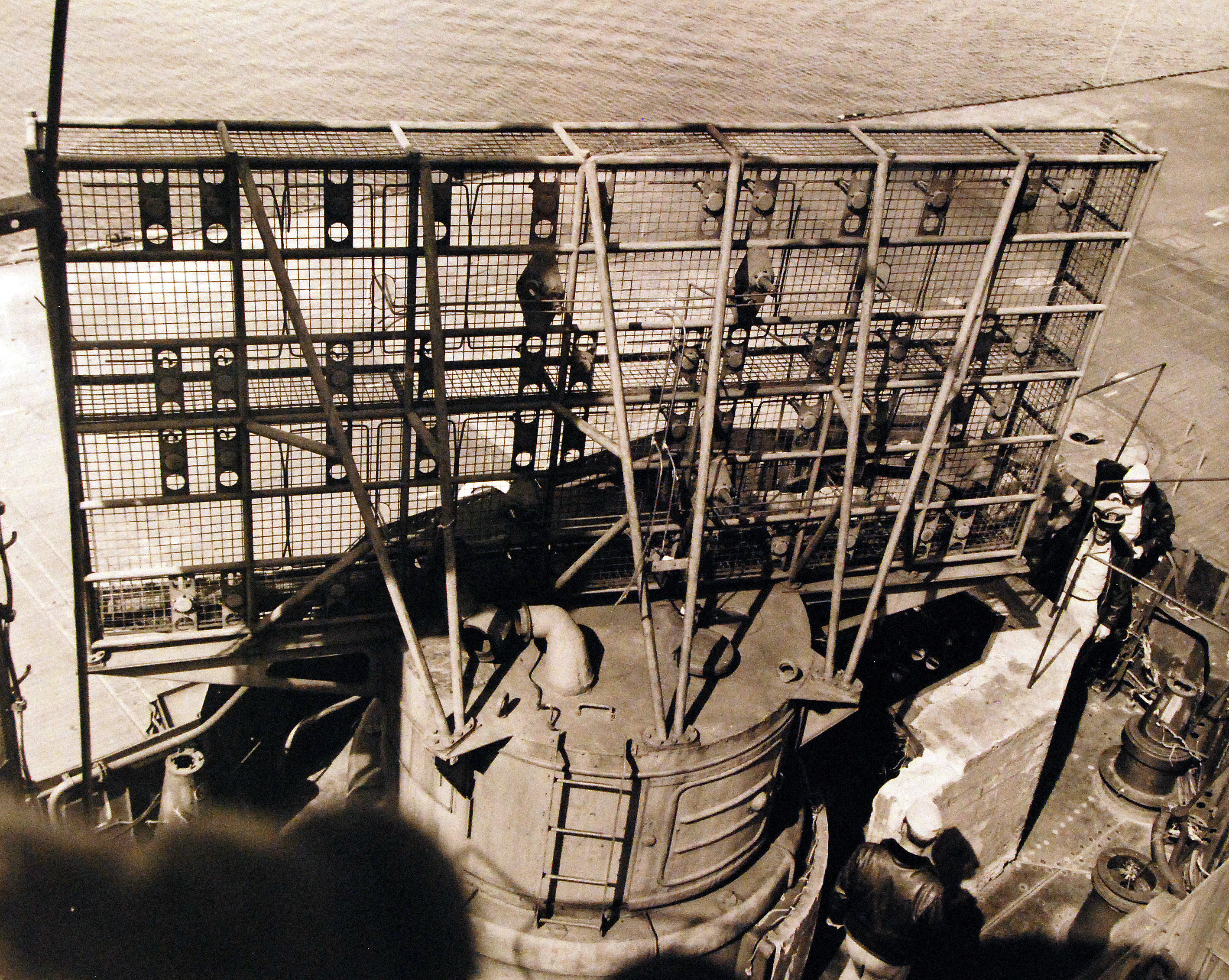
Beispielbild einer Typ 21-Radarantenne auf der Insel, hier Flugzeugträger Jun’yō

Zur Erfassung von Luft- und Seezielen waren zwei Typ 21-Funkmessgeräte – eines auf der Insel und eines am Rand des Flugdecks an Backbord – vorhanden. Diese über Matrazenantennen verfügenden Geräte arbeiteten mit einer Wellenlänge von 150 cm und hatten eine Sendeleistung von 5 kW. Sie konnten eine Gruppe von Flugzeugen in bis zu 100 Kilometer, ein einzelnes Flugzeug in bis zu 70 Kilometer und ein großes Seefahrzeug in bis zu 20 Kilometer Entfernung orten. Des Weiteren waren zwei Typ 13-Funkmessegräte – eines auf dem Dreibeinmast direkt hinter der Insel und ein weiters auf dem achteren Funkmast an Steuerbord – installiert. Dieses Radargerät, das primäre Luftraumüberwachungsradrar der Kaiserlich Japanischen Marine, verfügte über eine lange Leiterantenne und konnte eine Gruppe von Flugzeugen in bis zu 100 Kilometer und ein einzelnes Flugzeug in bis zu 50 Kilometer orten. Es arbeitete mit einer Wellenlänge von 100 cm und hatte eine Sendeleistung von 10 kW.

#### Radarwarngerät
Zur Funkmessbeobachtung waren zwei Anlagen vorhanden. Dies waren das mit einer Wellenlänge von 0,75 bis 4,0 m arbeitende Typ E-27 und das mit 0,80 bis 0,03 m arbeitende Modell 3. Das Typ E-27 verfügte über zwei Antennen, eine Rundstrahlantenne zur Erkennung von Übertragungen und eine Antenne zur Bestimmung der Peilung. Das Modell 3 verwendete eine von Hand gehaltene Parabolantenne Typ 49 mit einem Durchmesser von 45 cm und einem Kristallabnehmer an der Vorderseite.

#### Sonar
Zur Suche nach U-Booten war ein Echoortungssystem des Typ 3 und ein Hydrophon-Set vom Typ 93 vorgesehen. Dieses Hydrophon-Set bestand aus zwei Gruppen zu je acht Sensoren, eine Gruppe auf jeder Schiffsseite. Bei Katsuragi waren, festgestellt nach Kriegsende, ein Echoortungssystem vom Typ 3 Modell 1 und zwei Hydrophone vom Typ 0 verbaut.

### Luftgruppe
Bei Planung der Klasse sollte die Luftgruppe aus 57 Maschinen plus 8 als Reserve bestehen. Hierfür wurden zwölf (+ 3 Reserve) Jagdflugzeuge, siebenundzwanzig (+ 3 Reserve) Sturzkampfbomber und achtzehn (+ 2 Reserve) Torpedobomber vorgesehen. Auf Grund der Tatsache, dass die beiden Hangars zu klein waren, um diese Anzahl aufzunehmen, sollten elf Maschinen dauerhaft auf dem Flugdeck untergebracht werden, eine Praxis die bei der Kaiserlich Japanischen Marine erst 1943 üblich wurde. Zu dieser Zeit befanden sich aber bereits die Nachfolgemuster der bekannten Muster in Entwicklung, mit welchem die japanischen Marineflieger den Krieg begonnen hatten und die Planungsausstattung der im Bau befindlichen Träger wurde auf 51 Maschinen plus 2 Reserve geändert. Da aber diese neuen Maschinen bei Indienststellung der Träger nicht bzw. nicht in ausreichender Anzahl zur Verfügung standen, musste auf die alten Muster zurückgegriffen werden mit folgender Ausstattung:
48 Maschinen:
- 27 Jagdflugzeuge: Mitsubishi A6M
- 9 Sturzkampfbomber: Yokosuka D4Y
- 3 Aufklärer: Yokosuka D4Y
- 9 Torpedobomber: Nakajima B6N

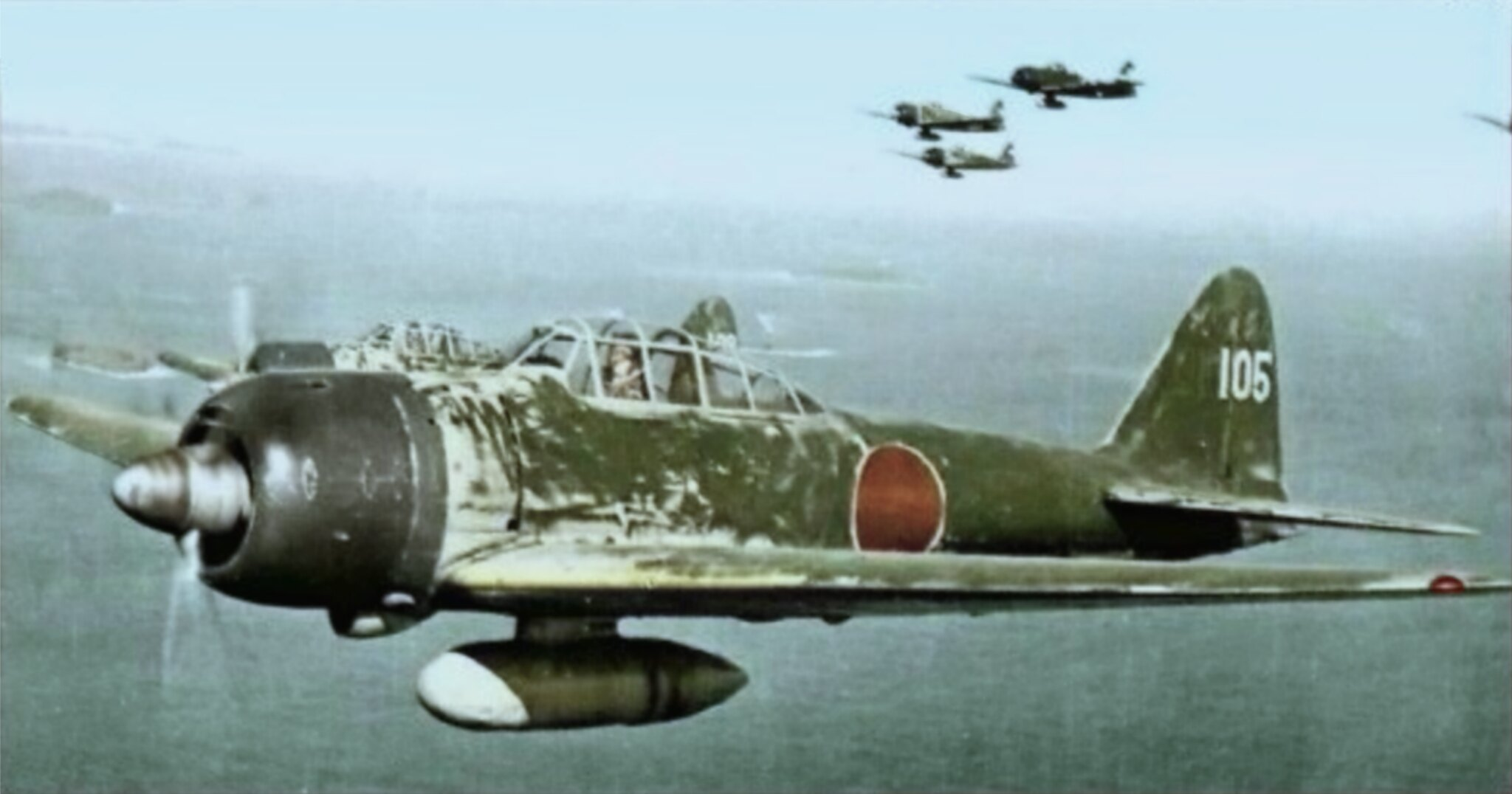
Jagdflugzeug Mitsubishi A6M3.
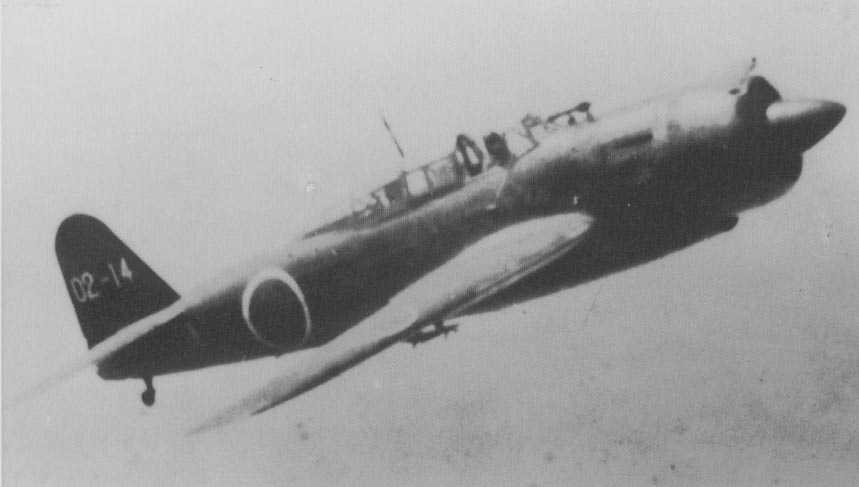
Sturzkampfbomber und Aufklärer Yokosuka D4Y.
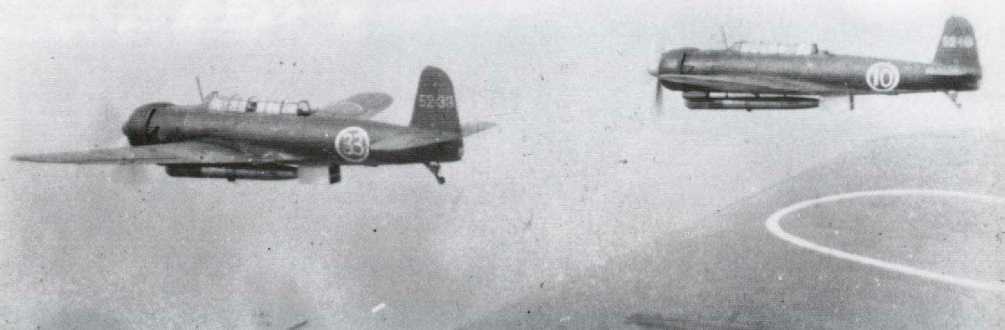
Torpedobomber Nakajima B6N in Formation.

## Besatzung
Die Besatzung hatte eine Stärke von bis zu 1.571 Mann. Diese setzte sich zusammen aus 61 Offizieren, 37 Spezialisten, 56 Deckoffizieren (Warrant officers), 375 Unteroffizieren und 1.042 Mannschaften. Üblicherweise befehligte ein Stabsoffizier im Rang eines Kaigun-taisa (Kapitän zur See) einen Flugzeugträger der Klasse.

## Bemerkungen
1. ↑  Nach Kriegsende wurde die Katsuragi durch die Amerikaner besichtigt. Diese stellten fest, dass die Insel – trotz ihrer räumliche Enge – recht gut durchdacht war, und sie bemerkten positiv das Fehlen eines Rauchabzugs im Aufbau, die gute Ausstattung mit optischen Sichtmitteln und das Vorhandensein eines Anzeigegerätes für das Typ 21-Radargerät auf der Navigationsbrücke. Bemängelt wurde aber, dass es keine Stelle gäbe, wo die Informationen des Radars aufgezeichnet wurden und dass der Bediener seine Information telefonisch an die Brücke übermitteln musste.
2. ↑  Kampon (艦本) war die Abkürzung der technischen Abteilung (艦政本部, Kansei Honbu) des japanischen Marineministeriums, es handelt sich somit also um eine Bezeichnung für von der Marine gebaute Kessel
3. ↑  Ausstattung der Katsuragi nach Kriegsende.